# Republic F-84 Thunderjet

Republic F-84 Thunderjet

De Republic F-84 Thunderjet is een controversiële Amerikaanse straaljager die vlak na de Tweede Wereldoorlog werd gebouwd. Het toestel kenmerkte zich door technische mankementen en gering motorvermogen. De Thunderjet werd in de beginjaren 1950 door de Verenigde Staten als hulp in het kader van het Mutual Defense Aid Program (MDAP) gratis aan vele luchtmachten, waaronder de Belgische en Nederlandse, als jachtbommenwerper verstrekt.

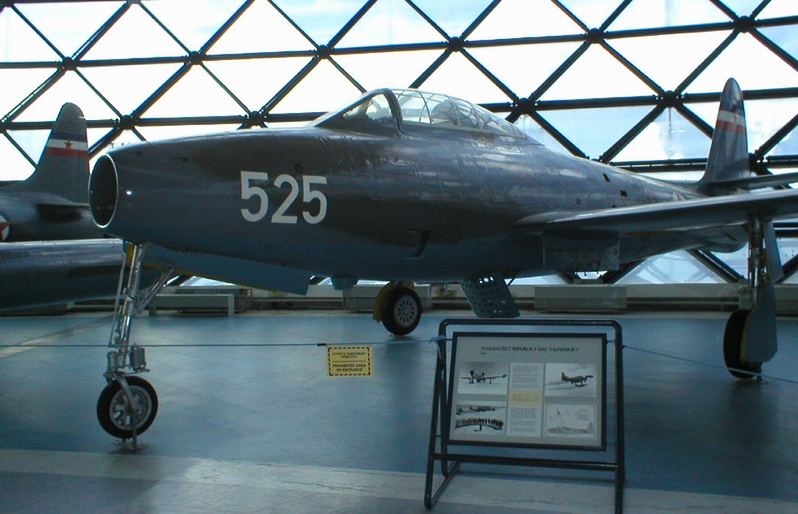
Belgische F-84

België vloog in de periode 1952-1957 met 21 F-84E, later vervangen door 213 F-84G jagers in 29 squadrons.
Nederland kreeg in 1951 zijn eerste 21 RF-84E’s gevolgd door 166 F-84G’s. De Luchtstrijdkrachten (LSK) later Koninklijke Luchtmacht (KLu) vloog deze toestellen in negen squadrons. De beginperiode in de jaren 1950 werden gekenmerkt door veel fatale ongelukken als gevolg van onervarenheid. De luchtmacht verloor binnen vijf jaar tijd 50 Thunderjets. In augustus 1956 vloog de laatste Thunderjet in Nederlandse dienst. Het toestel werd afgelost door de Republic F-84F Thunderstreak.

## Geschiedenis
De Republic Aviation Corporation in Farmingdale (New York) besloot in 1944 tot de bouw van een straaljager voor de toenmalige Amerikaanse leger luchtmacht (USAAF) en de eerste vluchten van de Republic XP-84 Thunderjet vonden in februari 1946 plaats.
Diverse gebruikte componenten waren te zwaar voor het te licht geconstrueerde airframe waardoor het de neiging had door te buigen. Ook de uitrusting voor de vlieger liet te wensen over: cockpit, airco en schietstoel mochten vanwege onbetrouwbaarheid zelfs niet worden gebruikt. Het toestel had vier mitrailleurs in de neus en twee in de vleugels. Aan de vleugels zaten twee hardpoints voor 500 pond bommen en niet-afwerpbare tiptanks. Deze gaven de Thunderjet wel een groter vliegbereik, maar verergerden ook het stabiliteitsprobleem.
In 1947 werd de USAAF nu als USAF een zelfstandig krijgsmachtdeel en werden de eerste operationele F-84B Thunderjets afgeleverd. De problematiek was echter onopgelost en hoewel er een begrenzing was ingesteld op snelheid en belasting voor het toestel gebeurden er ongelukken. In mei 1948 kreeg het toestel daarom een tijdelijk vliegverbod opgelegd.
De productielijn voor de F-84B’s bedroeg 226 stuks. Volgens officiële USAF-rapporten was het toestel niet tot een behoorlijk uitgevoerde missie in staat. Hetzelfde gold voor de latere F-84C met aangepaste brandstoftoevoer en elektrische circuits. Hiervan werden 191 stuks geleverd en 80 geannuleerd en al in 1952 werden deze buiten dienst gesteld.
De nieuwe versie F-84D werd in een batch van 154 stuks geleverd. Deze had een Allison J-35 motor met meer stuwkracht. Het airframe was verzwaard en het stabiliteitsprobleem was opgelost door middel van een horizontale vin aan de tiptanks. Het toestel bleef onderhoudsgevoelig maar was volgens tests beter dan de eerdere versies. Vliegbereik en draagvermogen waren groter dan bij de oudere versies. De USAF beschouwde de Thunderjet als escortejager en jachtbommenwerper. De nieuwe F-86 Sabre zou de onderscheppingsjager worden.
De F-84E, die zijn eerste vlucht maakte in mei 1949, kon twee 1000-pond bommen of twee ongeleide Tiny Tim raketten meevoeren. De hardpoints konden ook voor droptanks worden gebruikt, de inwendige brandstoftanks waren groter, de vlieger had meer ruimte in de 30 centimeter langere romp en beschikte nu over een combinatie vizier met radio-afstandsmeter.
Tegenover de hogere startmassa kon de Allison J-35 motor echter geen groter vermogen leveren, dus kreeg de F-84E de mogelijkheid om achter op de romp twee afwerpbare startraketten mee te voeren, zogenaamde Jet Assisted Take Off, die elk 5 kN stuwkracht leverden.

## Inzet
In de periode van de Koreaanse oorlog (1950-1953) werd de F-84E (842 stuks) en latere G versie (3024 stuks) eerst als escortejager voor bommenwerpers ingezet maar spoedig daarna ook voor aanvallen op gronddoelen. In deze oorlog vlogen de Thunderjets 86,408 missies, dropten 55.586 ton aan bommenlast en 6,129 ton napalm. De USAF claimde dat de F-84’s voor 60% verantwoordelijk waren voor alle vernietigde gronddoelen.
De F-84G had de sterkere J35-A motor, maar bleef een slechte jager voor de escortewings van de Strategic Air Command. Wel kon de F-84G 2.000 kg bommenlast vervoeren, plus raketten en tiptanks. De F-84G had een automatische piloot en een Instrument landing system(ILS).
In juli 1952 maakte het nieuwe model zijn opwachting in Korea en de Thunderjet bleef de noordelijke verbindingen bestoken tot de laatste dagen van de oorlog.

## Koude Oorlog
Het 9e squadron van de 49e wing werd eind 1952 uit Korea teruggetrokken om te oefenen voor een nieuwe taak: afwerpen van tactische nucleaire bommen. De F-84G was het eerste tactische gevechtsvliegtuig dat voorzieningen voor kernwapens kreeg. Daarmee vervulde de F-84G in de jaren 1950 een belangrijke rol in de Amerikaanse strategie van nucleaire vergelding.